# تاريخ محرك الاحتراق الداخلي
ساهم العديد من العلماء والمهندسين في تطوير محركات الاحتراق الداخلي.
- طور جون بربر  [لغات أخرى]‏ تربينة في عام 1791.
- سجل توماس ميد براءة اختراع محرك غازي في عام 1794.
- سجل روبرت ستريت أيضاً براءة اختراع محرك احتراق داخلي، وكان أول محرك يستخدم وقود سائل في هذا الوقت.
- صنع جون ستيفنز أول محرك احتراق داخلي أمريكي في عام 1798، وفي عام 1807 صنع المهندس السويسري فرنسواس إسحاق دي ريفاز محرك احتراق داخلي يستخدم الإشعال بالشرارة الكهربائية.
- سجل صامويل براون  [لغات أخرى]‏ براءة اختراع في عام 1823 لأول محرك احتراق داخلي يُستخدم صناعياً.
- أنتج البلجيكي جيان جوزيف إتيان لينوار محرك احتراق داخلي يعمل بالغاز في عام 1860، وفي عام 1864 سجل نيكولاس أوتو براءة اختراع لأول محرك بنزين يعمل في الهواء الجوي.
- اخترع جورج برايتون أول محرك احتراق داخلي تجاري يستخدم وقود سائل.
- سجل كل من نيكولاس أوتو وجوتليب دايملر وفيلهلم مايباخ براءة اختراع محرك رباعي الأشواط يستخدم شحنة مضغوطة في عام 1876.
- سجل كارل بينز براءة اختراع محرك بنزين ثنائي الأشواط في عام 1879.
- طور رودولف ديزل أول محرك اشعال بالانضغاط في عام 1892.
- أطلق روبرت جودارد أول صاروخ يستخدم وقود سائل في عام 1926، وفي عام 1939 أصبحت طائرة هينكل إتش إي 178 أول طائرة نفاثة في العالم.

## قبل عام 1860

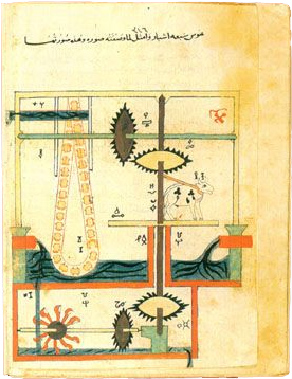
ساقية الجزري

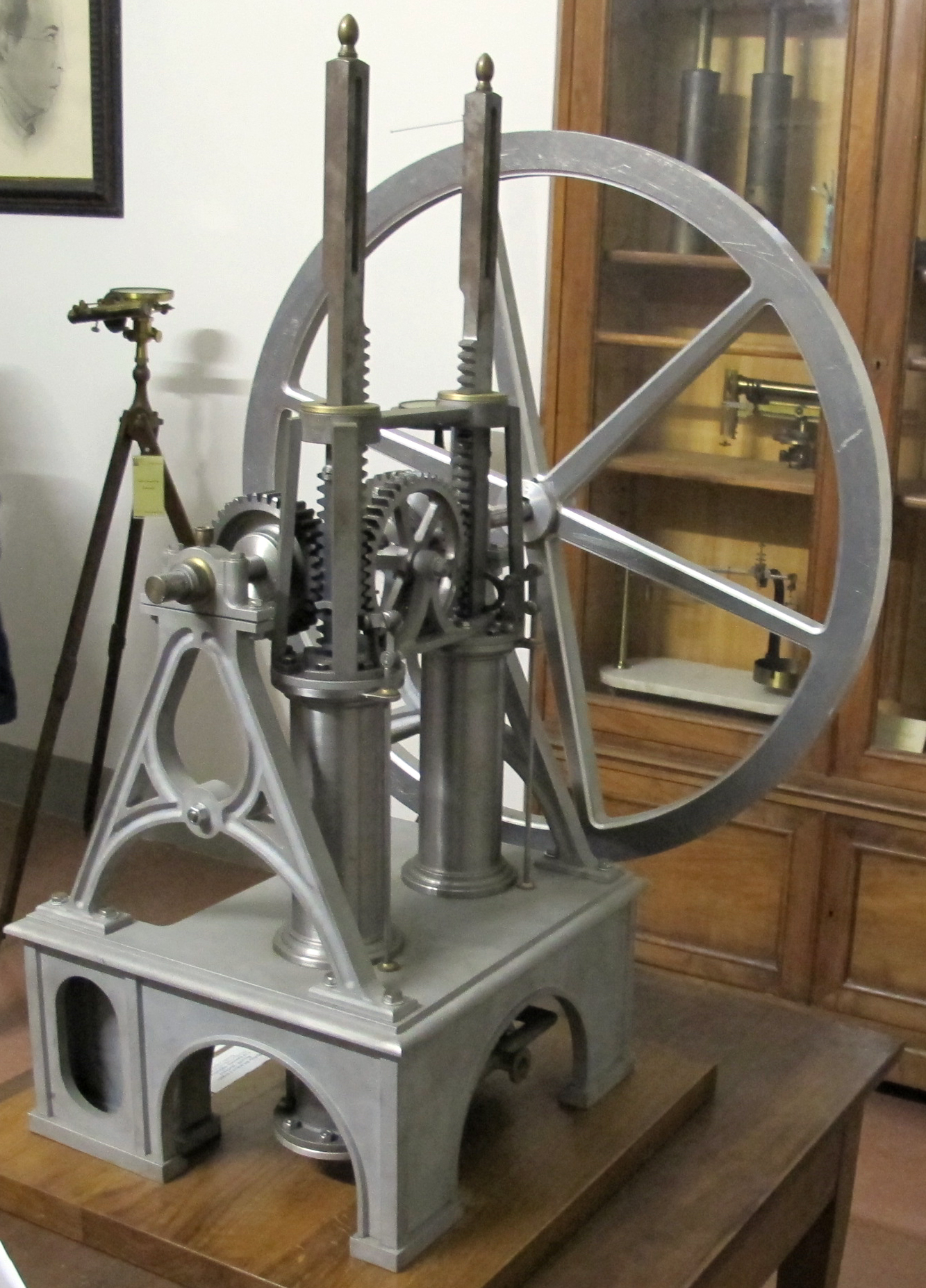
نموذج لمحرك بارسانتي ماتيوتشي في مرصد شيمنيانو في فلورنسا.

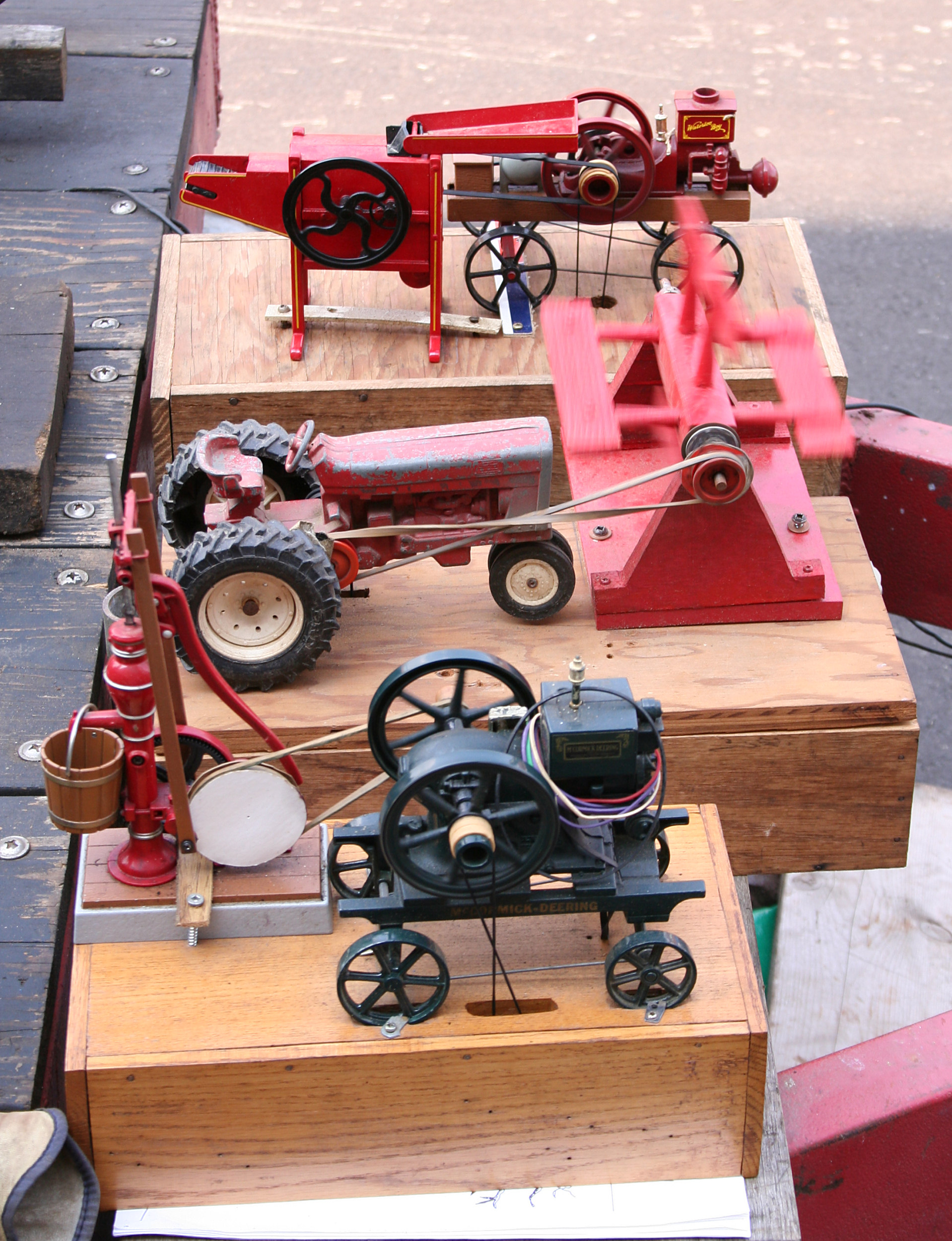
استُخدمت محركات الاحتراق الداخلي الأول لتشغيل المعدات الزراعية المشابهة لهذه النماذج.

- القرن الثالث: استُخدم أول ميكانيزم مكون من مرفق وذراع توصيل في منشرة هيرابوليس  [لغات أخرى]‏ في القرن الثالث بعد الميلاد في أسيا الصغرى (تركيا)، والتي كانت جزء من الإمبراطورية الرومانية وقتها.
- القرن الخامس: وثق المهندسون الرومان عدة أليات مكونة من عمود مرفق وذراع توصيل، استُخدموا فيمنشرات الخشب.
- القرن التاسع: ظهر المرفق في منتصف القرن التاسع في عدة أجهزة هيدروليكية، وصفها بنو موسى في كتابهم «كتاب الحيل».[1]
- 1206: اخترع الجزري عمود مرفق بدائي في عام 1206، واستخدمه مع ذراع توصيل في مضخته ذات الأسطوانتبن. تكون ميكانيزم الجزري من عجلة تحرك العديد من مسامير المرفق، مثل عمود المرفق الحديث، وكانت العجلة تتحرك بشكل دائري بينما تتحرك مسامير المرفق في خط مستقيم ذهاباً وإياباً.[2][3]
 قام عمود المرفق الذي صنعهالجزري بتحويل الحركة الدائرية إلى حركة خطية ترددية.
- القرن السابع عشر: أجرى صامويل مورلاند  [لغات أخرى]‏ تجارب لادارة المضخات المائية باستخدام البارود.
- القرن السابع عشر: صمم كريستيان هوجنس بارود لادارة المضخات المائية لتزويد حدائق قصر فرساي بكمية 3000 متر مكعب من المياه يومياً، وبذلك أنشأ الفكرة الأساسية لمحرك البارود  [لغات أخرى]‏.
- 1780: صنعألساندرو فولتا لعبة مسدس كهربائي في 1780، [4] يحتوي بداخله على خليط من الهواء والهيدروجين يُشعل بواسطة شرارة كهربائية فيطلق سدادة من الفلين من نهاية المسدس.
- 1791: استلم جون باربر براءة اختراع بريطانية رقم 1833 في عام 1791، من أجل طريقة زيادة الهواء سريع الاشتعال لاستخدامه في الأغراض المتطلبة للحركة وتسهيل عمليات تشغيل المعادن، كما وصف فيها التربينة.
- 1794: صنع روبرت ستريت محرك لا انضغاطي في عام 1794، وكان أيضاً أول من استخدم وقود سائل في محرك احتراق داخلي.[5]
- 1794: نال توماس ميد براءة اختراع محرك غازي في عام 1794.[6]
- 1798: صنع جون ستيفنز أول محرك احتراق داخلي ذو عمود مرفق مزدوج الفعل في عام 1798.
- 1801: ظهرت اسهامات فيليبس لييبون في عام 1801 مع استخدام الانضغاط في محرك ثنائي الشوط.
- 1807: ركب نيسيفور نيبس اختراعه محرك الاحتراق الداخلي بيرولوفور الذي يعمل بغبار الفحم والراتنج في قارب أبحر به في نهر السون فيفرنسا. نال نيسيفور براءة اختراع على محركه من الإمبراطور نابليون بونابرت في 20 يوليو 1807.
- 1807: صنع المهندس السويسري فرنسواس إسحاق دي ريفاز محرك احتراق داخلي يستخدم خليط الهيدروجين والأكسجين كوقود، ويشعله بشرارة كهربائية.[7]
- 1823: اخترعصامويل براون  [لغات أخرى]‏ أول محرك احتراق داخلي يُستخدم صناعياً في عام 1823. كان المحرك لا انضغاطي واستخدم دورة ليوناردو التي كانت قد عفا عليها الزمن حينها.
- 1824: أسس الفيزيائي الفرنسي سادي كارنوت النظرية الديناميكة الحرارية للمحركات الحرارية المثالية في عام 1824.
- 1826: استلم الأمريكي صامويل موري  [لغات أخرى]‏ براءة اختراع لمحرك غازي أو بخاري لا انضغاطي في 1 أبريل 1826، وكان أول استخدام للمكربن في هذا المحرك.
- 1833: نال ليميول ويلمان رايت  [لغات أخرى]‏ براءة اختراع بريطانية رقم 6525 في عام 1833 لاختراعه محرك غازي ثابت ذو أسطوانات مزدوجة الفعل، وسُجل كأول محرك تستخدم أسطواناته غلاف مائي.[8]
- 1838: نال ويليام بارنت براءة اختراع بريطانية رقم 7615 في عام أبريل عام 1838، وحسب دوجالد كلرك فإن هذا المحرك كان أول استخدام للانضغاط داخل الأسطوانات.[9]
- 1857-1853: اخترعلوجينيو بارسانتي وفيليتي ماتوتشي  [لغات أخرى]‏ محرك بمكبس حرثنائي الشوط.[10][11]
- 1856: صنع بيترو بينيني نموذج من محرك إيطالي ذو قدرة 5 حصان في شركة مسبك بيجنوني (أصبحت لاحقا شركة فرعية لجنرال إلكتريك) فيفلورنسا. طور بيترو في السنين التالية محركات أكثر قدرة، ذات مكبس واحد أو مكبسين، واستُخدمت كمصادر طاقة ثابتة بدلاً من المحركات البخارية.
- 1857: وصف لوجينو بارسانتي وفيليتي ماتوتشي مبادئ عمل المحرك ذو المكبس الحر، حيث يُستخدم الضغط الجوي في احداث شوط القدرة نتيجة وجود ضغط فراغ بعد انفجار الشحنة (براءة اختراع بريطانية رقم 1625).

## 1920-1860

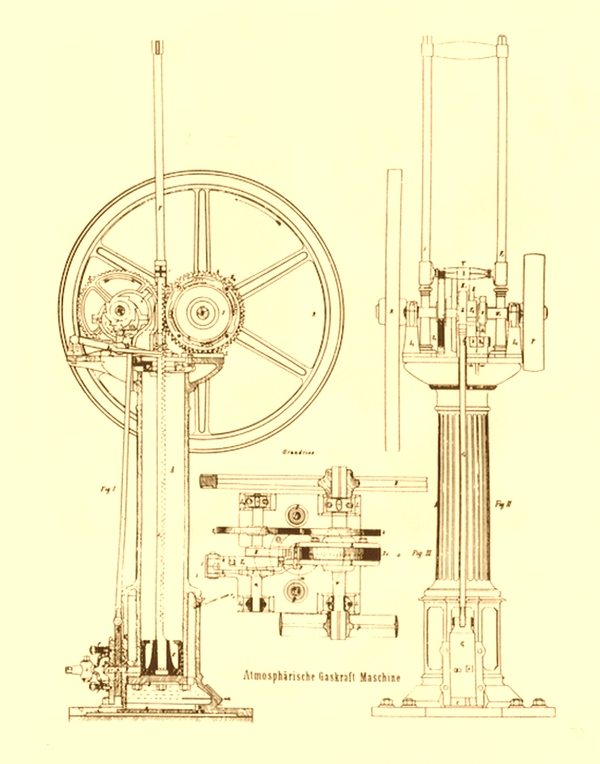
محرك أوتو ولانجين 1863.

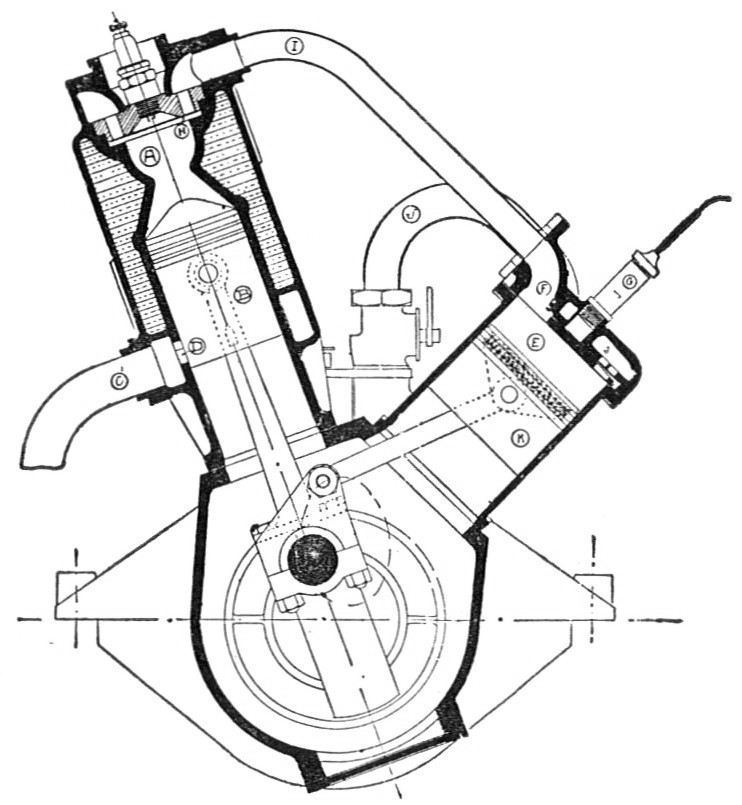
محرك دوجالد كلرك ثنائي الشوط، عام 1879.

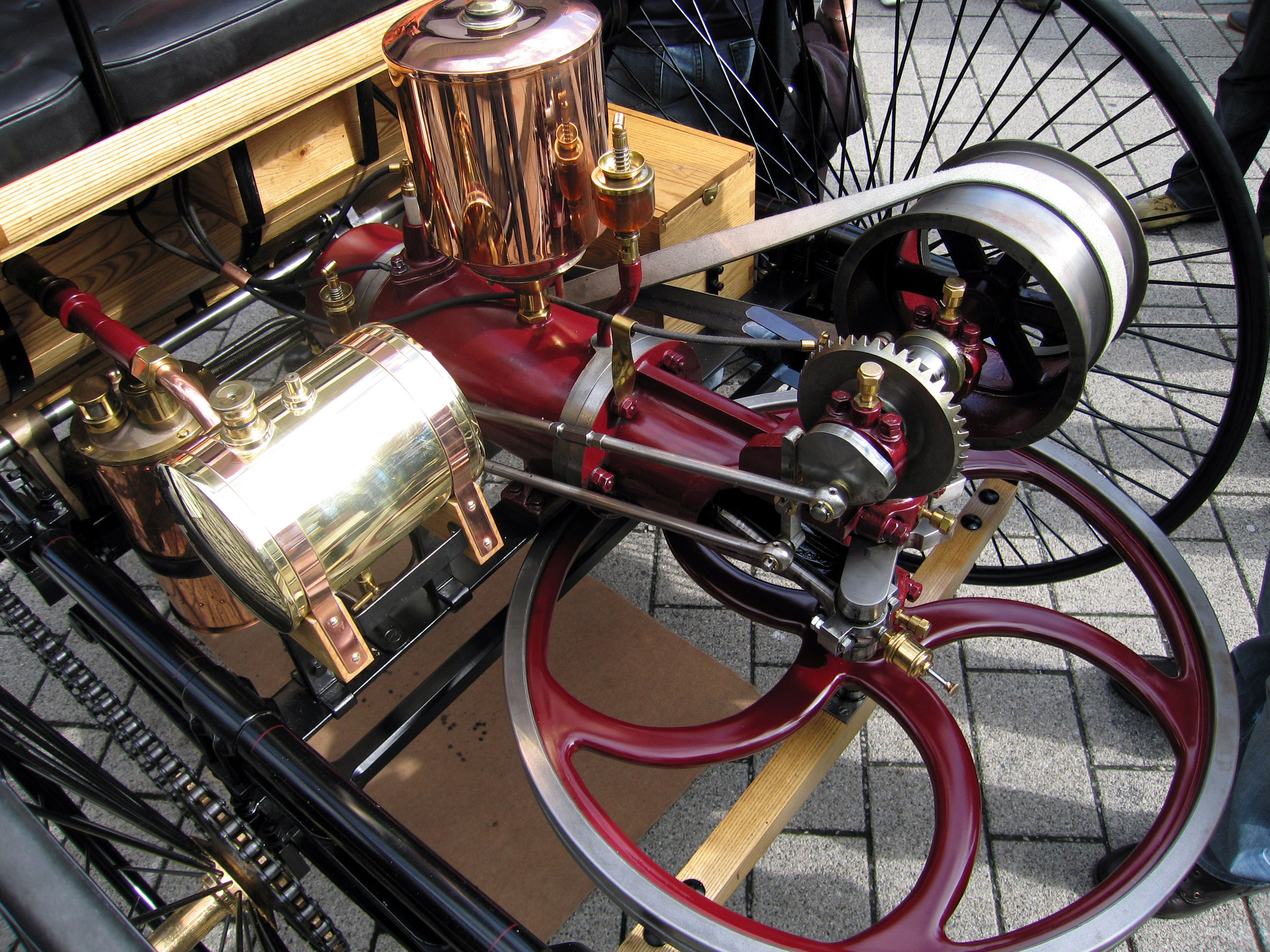
كان محرك الاحتراق الداخلي جزءاً من براءة اختراع أول سيارة، والتي صُنعت بواسطة كارل بنز في 9 يناير 1886.

- 1860: أنتج البلجيكي جيان جوزيف إتيان لينوار (1822-1900) محرك احتراق داخلي غازي، مشابه للمحرك الأفقي البخاري ذو الأسطوانات مزدوجة الفعل، وكان أولمحرك احتراق داخلي يُنتج بكميات.
- 1861: صنع نيكولاس أوتو نسخة من محرك لينوار.
- 1862: حاول نيكولاس أوتو تصنيع محرك رباعي الأشواط ذو شحنة مضغوطة لكنه فشل.
- 1862: سُجلت أول براءة اختراع ذُكر فيها مبادئ المحرك رباعي الأشواط بواسطة ألفونس بو دي روتش  [لغات أخرى]‏، واقتصرت على ذكر مبدأ عمل المحرك فقط ولم يحدث أي تصنيع.
- 1862: بدأ الألماني نيكولاس أوتو في تصنيع محرك لينوار لا انضغاطي غازي ويستخدم مكبس حر.[12]
- 1864: حاز نيكولاس أوتو على براءة اختراع أول محرك احتراق داخلي غازي له في إنجلترا وبلدان أخرى. كان أوتو أول من صنع وباع هذا النوع من المحرك اللانضغاطي ذو المكبس الحر، والذي كسب دعم يوجين انجن بسبب كفاءته المرتفعة ثم كسب دعم معظم من في السوق، الذي كان معتمداً وقتها على المحركات الصغيرة الثابتة المشغلة بغاز الإضاءة. تعاون يوجين انجن مع أوتو في التصميم وبدأوا التصنيع في عام 1864.[13]
- 1865: بدأبيير هيجون  [لغات أخرى]‏ إنتاج محرك هيجون المشابه لمحرك لينوار، لكن تميز بكفاءة واشعال لهب أفضل.
- 1867: عرض أوتو وانجن محركهما ذو المكبس الحر في معرض باريس في عام 1867، وفازا بالجائزة الكبرى. كان محركهما يستهلك نصف كمية الغاز التي يستهلكها محرك لينوار أو محرك هيجون.
- 1870: استخدم سيجفريد ماركوس أول محرك بنزين متنقل وأول محرك احتراق داخلي حديث في عربة يد في فيينا.
1872: اخترع جورج برايتون في أمريكا محرك يحدث فيه الاحتراق بثبوت الضغط، وكان أول محرك احتراق داخلي ذووقود سائل يتم إنتاجه تجارياً.
- 1876: نال نيكولاس أوتو وجوتليب دايملر وفيلهلم مايباخ براءة اختراع محرك رباعي الأشواط ذو شحنة المضغوطة.[14]
- 1878: صمم دوجالد كلرك أول محرك ثنائي الشوط يستخدم عملية الانضغاط داخل الأسطوانة. نال دوجالد براءة اختراع على ذلك في إنجلترا في عام 1881.
- 1879: نال كارل بينز براءة اختراع محرك احتراق داخلي غازي ثنائي الشوط. صمم وصنع بنز لاحقاًمحرك رباعي الأشواط استخدمه في سياراته، التي ظهرت في عام 1885 ونال براءة اختراعها في عام 1886، وأصبحت أولسيارات يتم إنتاجها.
- 1882: اخترع جيمس أتكينسون محرك يعمل علىدورة أتكينسون. كان لمحرك أتيكنسون شوط قدرة مع كل لفة دورانية للمحرك، بحجم مختلف للهواء المسحوب ونسبة التمدد في كل مرة، مما جعله أكثر كفاءة من محرك أوتو.
- 1884: اخترع المهندس البريطاني إدوار بتلر  [لغات أخرى]‏ أولمحرك احتراق داخلي يعمل بالبنزين. اخترع بتلر أيضاًشمعة احتراق ومغنيط اشعال وملف اشعال ومكربن الرشاش، وكان أول من استخدم لفظ بترول للتعبير عن البنزين كوقود للمحركات.[15]
- 1885: استلم المهندس البريطاني جوتليب دايملر براءة اختراع ألمانية لشاحن توربيني فائق.
- 1887: قدم جوستاف دي لافال فوهة دي لافال.
- 1889: بدأ فيليكس ميليت بتطوير دراجة مليت النارية، وكانت أول مركبة تُشغل بمحرك دوار في تاريخ المواصلات.
- 1891: صنع هربرت أكرويد ستوارت  [لغات أخرى]‏ محرك يعمل بالديزل، وكلف شركة ريتشارد هورنسبي وأبنائه في إنجلترا بصناعته. قامت هورنسبي بصنع أول محرك اشعال بالانضغاط ذو بداية باردة، وقامت بتركيب أحد هذه المحركات في محطة ضخ مياه، وفي نفس العام صنعت محرك اشعال ذاتي بالانضغاط فقط وذو ضغط أكبر.
- 1892: طور رودولف ديزل أول محرك اشعال بالانضغاط ذو شحنة مضغوطة.[16]
- 23 فبراير 1893: استلم رودولف ديزل براءة اختراع محرك الاشعال بالانضغاط.
- 1896: اخترع كارل بينز محرك مسطح، والمعروف أيضاً بالمحرك الأفقي المتعاكس، والذي تصل فيه المكابس إلى النقطة الميتة العليا في نفس التوقيت فيعمل ذلك على اتزان كمية الحركة لكل منهما.
- 1898: صمم فاي أوليفر فارويل نموذج سيارات أدامز فارويل لتعمل جميعها بمحركات دوارة وثلاث أو خمس أسطوانات.
- 1900: قام رودولف ديزل بعرض محركه في المعرض العالمي عام 1900، وكان يعمل باستخدام زيت الفول السوداني.[17]
- 1900:  صمم فيلهلم مايباخ محرك صُنع فيشركة محركات دايملر، طبقاً لمواصفات إيميل جيلينك الذي طلب تسمية المحرك دايملر مرسيدس نسبة لابنته. أُنتجت السيارات المستخدمة لهذا المحرك في عام 1902 بواسطة شركة محركات دايملر.[18][19]
- 1903: بدأقسطنطين تسيولكوفسكي سلسلة أوراق بحثية نظرية حول استخدام الصاروخ للوصول إلى الفضاء الخارجي، وكانت الصواريخ ذو الوقود السائل نقطة رئيسية في عمله.
- 1903: صمعايجديوس إيلينج  [لغات أخرى]‏ تربينة غازية باستخدام ضاغط طرد مركزي  [لغات أخرى]‏ يعمل بمصدر طاقة خارجي، وتعتبر هذه أول تربينة غازية تعمل طبقاً لمعظم المصادر.
- 1905: حصل ألفريد بوتشي على براءة اختراع شاحن توربيني، وبدأ في إنتاج النماذج الأولى.
- 1906-1903:  صنع فريق أرمينجواد وليمال فيفرنسا أول محرك تربينة غازية كامل. استخدم المحرك ثلاثة ضواغط منفصلة تُشغل بواسطة تربينة واحدة. سمحت قيوددرجة الحرارة في التربينة باستخدام نسبة انضغاط 1:3 فقط، وصُنعت التربينة مثلتربينة بلتون. كانت كفاءة المحرك منخفض جداً، حيث بلغت كفاءته الحرارية حوالي 3% لذلك أُهمل الشغل الناتج منه.
- 1908: بدأ المخترع النيوزيلندي إرنست جودوارد  [لغات أخرى]‏ مشروع تجاري في الدراجات النارية في إنفركارجيل، وزود الدراجات المستورده باختراعه موفر استهلاك البنزين (موفر طاقة). عملت موفرات الاستهلاك بشكل جيد في السيارات كما فيالدراجات النارية.
- 1908: بدأ هانز هولزوارث العمل على بحث كثيف عن  التربينة الغازية ذات الدورة المتفجرة[20]، استناداً على دورة أوتو. يقوم هذا التصميم بحرق الوقود بثبوت الحجم وكان أكثر كفاءة. عندما انتهى عمل هانز بحلول عام 1927، كانت الكفاءة الحرارية قد بلغت 13%.
- 1908: حاز رينيه لورين  [لغات أخرى]‏ على براءة اختراع محرك نفاث تضاغطي.
- 1916: اقترح أوجست ريتيو استخدام ضواغط تعمل بغازات العادم لتحسين الأداء عند الارتفاعات العالية، وكان هذا أول مثالللشاحن التوربيني.

## 1980-1920

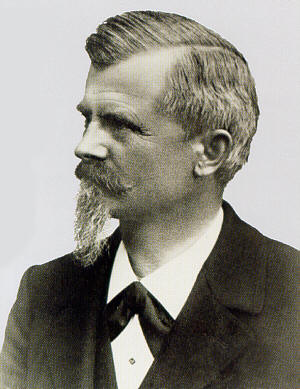
فيلهلم مايباخ

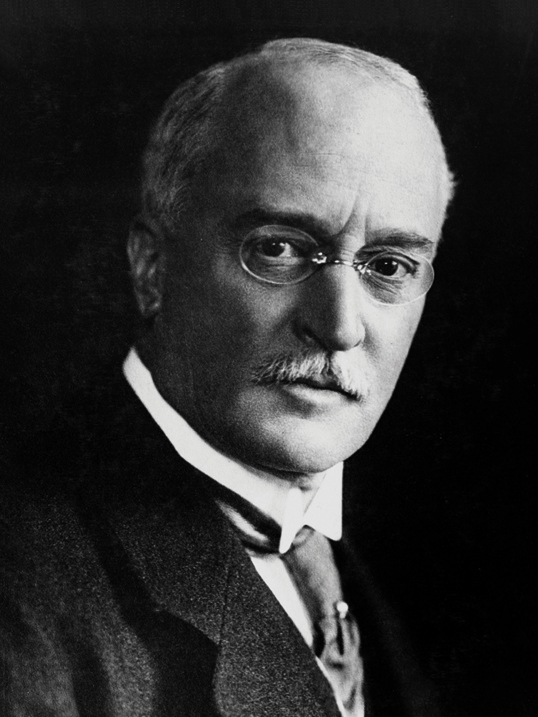
رودولف ديزل

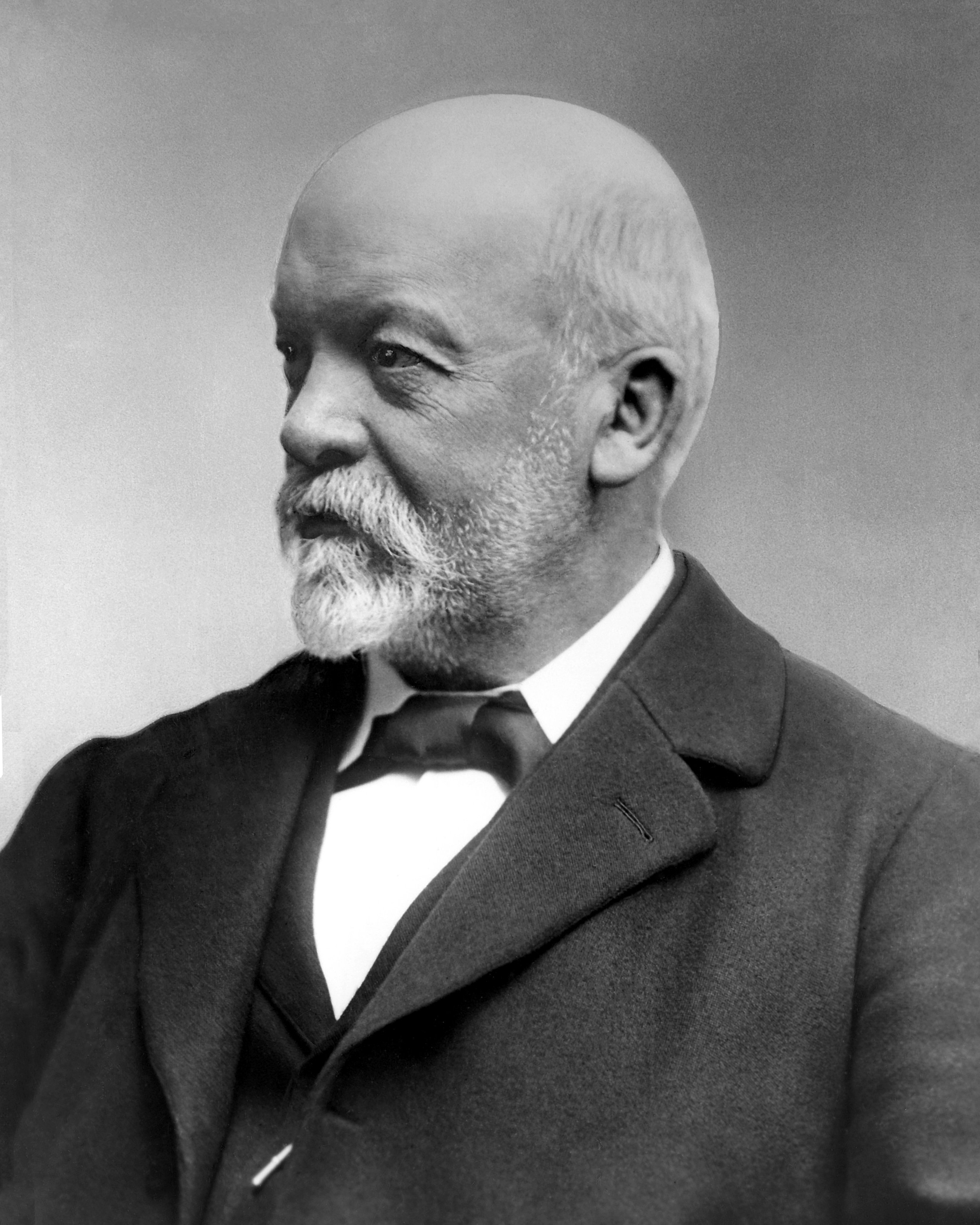
جوتليب دايملر

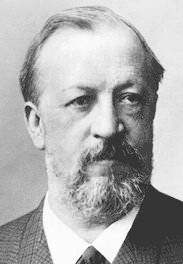
نيكولاس أوتو

- 1920: أبلغويليام جوزيف سترن  [لغات أخرى]‏ القوات الجوية الملكية بعدم وجود مستقبل لاستخدام المحرك التوربيني في الطائرات. أقام ويليام حديثه على الكفاءة المنحفضة جداً لتصاميم الضواغط الموجوده أنذاك، وكان حديث استرن مقنع نتيجة لمكانته، وأحدثت ورقته البحثية اهتماماً قليلاً في أوساط المحركات التوربينية الغازية، ومع ذلك لم يدم هذا طويلاً.
- 1921: نال ماكسيم جيوم براءة اختراع محرك توربيني غازي ذو ضاغط محوري. استخدم المحرك مراحل متعددة في كل من الضاغط والتربينة، بالإضافةلغرفة احتراق واحدة كبيرة جدا.
- 1923: نشر إدجار بكنجهام تقرير عن المحركات النفاثة في المعهد الوطني للمعايير والتقنية في الولايات المتحدة، وجاء في التقرير نفس مضمون تقرير ويليام جوزيف سترن: أن المحركات التوربينية ليست كفء بدرجة كافية، كما أشار التقرير بوجه خاص إلى أن المحركات النفاثة ستستهلكوقود 5 أضعاف ما تستهكله المحركات المكبسية.[21]
- 1925: قدم المهندس السويدي جوناس هيسلمان  [لغات أخرى]‏ محرك هيسلمان  [لغات أخرى]‏ ليمثل أول استخدام لحقن البنزين المباشر فيمحرك اشعال بالشرارة.[22][23]
- 1925: نال فيلهلم بابي براءة اختراع تصميم محرك يحرق الوقود بثبوت الحجم.
- 1926: نشر آلان أرنولد غريفيث ورقته الرائدة عن نظريةالديناميكا الهوائية لتصميم التربينة، ليغير بذلك الثقة المنخفضة في المحركات النفاثة أنذاك. أوضح ألان في ورقته أن الضواغط الموجودة أنذاك تُحلق متوقفه، ويمكن إجراء تحسينات أساسية بإعادة تصميم شكل ريشة الضاغط لتصبح مثل الجنيح بدلاً من الشكل المسطح، ودعم كلامه بتوضيح رياضي يوضح أن تصميم المحرك بهذا الشكل ممكن عملياً، وعرض كيف يُمكن تصنيع محرك توربيني مروحي.
- 1926: أطلقروبرت جودارد أول صاروخ ذو وقود سائل.
- 1927:  نشر أوريل ستودولا  [لغات أخرى]‏ مرجعه الأساسي «التربينات البخارية والغازية» لمهندسي الدفع النفاث في الولايات المتحدة.
- 1927: اختُبر ضاغط توربيني أحادي العمود الدوار موضوع على منصة اختبار وصنُع استناداً لتصميم جريفيث للريش، في مؤسسة الطائرات الملكية  [لغات أخرى]‏.
- 1929:  نُشرت أطروحة فرانك ويتل عن المحركات النفاثة.
- 1930: نال شميدت براءة اختراع محرك نفاث نبضي في ألمانيا.
- 1935: وضع هانز فان أوهاين رسومات فنية لمحرك نفاث توربيني وأقنع إرنست هينكل بتصنيع نموذج يعمل. صنع فون أوهاين بالتعاون مع ميكانيكي واحد أول محرك نفاث توربيني في العالم على منصة اختبار.
- 1936: أعاد المهندس الفرنسيرينيه لودك  [لغات أخرى]‏ اكتشاف تصميم رينيه لورين  [لغات أخرى]‏، وأظهر بنجاح أول محرك نفاث تضاغطي في العالم.
- 1937: أول تشغيل ناجح لتربينة السير فرانك ويتل الغازية للدفع النفاث.
- مارس 1937: اختُبر المحرك النفاث التجريبي هنكل هي 1  [لغات أخرى]‏ ذو ضاغط الطرد المركزي ووقود الهيدروجين في هيرث.
- 27 أغسطس 1939: تم أول طيران في العالم لطائرة مشغلة بمحرك نفاث توربيني. قامت طائرة هانز فون أوهاين هينكل إتش إي 178 في 1  المشغلة بمحرك إتش إي اس 3  [لغات أخرى]‏ برحلتها الجوية الأولى، وتعتبر رائدة الطائرات النفاثة.
- 15 مايو 1941: أصبحت جلوستر إي 39/28 أول طائرة نفاثة بريطانية تُحلق، مستخدمة المحرك النفاث التوربيني باور جيتس دبيلو  [لغات أخرى]‏، والذي صممه فرانك ويتل وآخرون.
- 1942: اكتشف ماكس بينتل في ألمانيا أن ريش التربينة يُمكن أن تنكسر إن اهتزت في مدى الاهتزاز الطبيعي (الرنين) لموادها، وقد كانت هذه الظاهرة معروفة من قبل في الولايات المتحدة في التربينات البخارية.
- 18 يوليو 1942: مسرشميت مي 262 أول محرك نفاث يُحلق.
- 1946: كشف صامويل بايلين عن محرك بايلين: محرك احتراق داخلي ذو ثلاثة أشواط ومكابس دوارة. كان المحرك مثال أساسي لكنه معقد لمحرك فانكل المستقبلي.[24]
- 1951: طور المهندسون لشركة تكساس -تُعرف حالياً باسم شيفرون- محرك رباعي الأشواط عُرف باسم محرك تكساكو، واحتوى على حاقن وقود وصمام دخول ذو غطاء مُلحق به يسمح بدخول الهواء إلى الأسطوانة في شكل إعصاري، ثم يُحقن الوقود ويُشعل بشمعة الاشعال، على عكس محركات البنزين رباعية الأشواط العادية التي تحتوي على صمام دخول منفصل لخليط الهواء والبنزين.
 زعم المخترعون أن محركهم يُمكنه حرق أي وقود من المشتقات البترولية وبأي رقم أوكتان، بالإضافة لبعض أنواع الوقود الكحولي مثل الكيروسين والبنزين وزيت المحركات وزيت الجرارات، وذلك بدون حدوث ظاهرة الطقطقة قبل الاحتراق ويحترق الوقود المحقون بشكل كامل داخل الأسطوانة. لم تكن هناك أي تسجيلات لاستخدام محرك تكساكو تجارياً خلال تطور المحركات بحلول عام 1950.[25]
- 1950: بدأت الشركات الأمريكية بتحسين محرك المكبس الحر  [لغات أخرى]‏، وهو محرك احتراق داخلي بلا عمود مرفق.[26]
- 1954: ظهور أول نموذج من محرك فانكل والمسمى دي كيه إم 54 لصاحبه فيلكس فانكل.

## منذ عام 1980 حتى الوقت الحاضر
- 1986: سجلت شركة بنز[27] ملفات حماية حقوق اختراع شكل من أشكال محرك سكوتش يوك  [لغات أخرى]‏، وبدأت بتطوير المحرك لكن عملية التطوير توقفت لاحقاً.
- 1996: ملفات براءة اختراع محرك توربيني لشركة فورد.[28]
- 2004: أول محرك نفاث فرطي لطائرة ناسا-إكس 43 يحافظ على ارتفاع الطائرة.
- 2004: ملفات حماية براءة اختراع شكل من أشكال محرك سكوتش يوك لشركة تويوتا.[29]

## بداية تشغيل المحرك
كانت محركات الاحتراق الداخلي الأولى يبدأ تشغيلها بواسطة مرفق يدوي. طُورت لاحقاً أنواع متعددة من محركات بدء التشغيل، واشتملت على:
- محرك بنزين مساعد لبدء تشغيل محركات البنزين أو الديزل الكبيرة. مثال على ذلكبادئ هكس  [لغات أخرى]‏.
- بادئات كارتدج مثل محرك بدء التشغيل كوفمان  [لغات أخرى]‏ الذي استخدم جهاز يشبه سلاح شوزن الناري. كانت هذه البادئات شائعة الاستخدام لمحركات الطائرات.
- نظام بداية التشغيل بالهواء
- أنظمة بدء التشغيل الهيدروليكية
- بادئات التشغيل الكهربائية

تعتبر البادئات الكهربائية شائعة الاستخدام الآن للمحركات صغيرة ومتوسطة الحجم، بينما تُستخدم بادئات التشغيل الهوائية للمحركات الكبيرة.

## المحركات الحديثة مقابل المحركات المكبسية القديمة
لم تحتوي المحركات المكبسية الأولى على شوط انضغاط لكنها عملت على خليط من الهواء والوقود،  يُسحب داخل الأسطوانة خلال الجزء الأول من شوط السحب. إن الفرق الأساسي بين محركات الاحتراق الداخلي الحديثة والتصاميم الأولى هوانضغاط شحنة الوقود والهواء قبل الاحتراق.
ظهرت في المحركات الأولى مشكلة اشعال الشحنة، واستُخدم لهب مكشوف وبوابة منزلقة عليه. استخدمدايملر الإشعال بأنبوب ساخن للحصول على سرعة أكبر للمحرك، واستطاع بذلك الوصول لسرعة 600 دورة/دقيقة في محركه ذي الأسطوانة الأفقية في عام 1883، ثم وصل لسرعة 900 دورة/دقيقة بعد ذلك بوقت قريب.
لم تتجاوز معظم المحركات الموجودة أنذاك سرعة 200 دورة/دقيقة بسبب أنظمة الإشعال وحقن الوقود الخاصة بها.
عمل محرك لينوار أول محرك عملي على غاز الأنارة (غاز الفحم). صنع دايملر محرك يعمل بالوقود البترولي السائل بحلول عام 1883، سُمي ذلك الوقود ليجروين وكان له التركيب الكيميائي لهيكسان-ان. عُرف أيضاً ذلك الوقود باسم نابثا.
كانت محركات أوتو الأولى محركات دفعية تُنتج دفعة خلال الشوط (مثل محركات الديزل)، بينما كانت محركات دايملر تُنتج نبضة عشوائية، مما يجعلها مناسبة أكثر للاستخدام المتحرك للمحركات.